# Droits de l'homme en Érythrée
La situation des droits de l'homme en Érythrée est qualifiée de «préoccupante» par le Ministère des Affaires étrangères français. Les libertés politiques et civiles sont extrêmement limitées, de nombreux cas de tortures et emprisonnements arbitraires sont signalées par Human Rights Watch et Amnesty International.

## Absence de libertés politiques et civiles
Le pays est dirigé par le Front populaire pour la démocratie et la justice (FPDJ) et plus précisément par son président : Issayas Afewerki à la tête du pays depuis février 1994, décrit par RSF comme un «dictateur impitoyable». Le régime est entièrement dominé par le parti unique où celui-ci exerce un contrôle «totalitaire». Aucune élection n'a jamais été organisée et Issayas Afeworki a déclaré en 2008 qu'elles n'auront pas lieu dans les décennies suivantes car celles-ci polariseraient verticalement la société ; par ailleurs, il a assuré qu'il resterait au pouvoir «aussi longtemps qu'il le faudra» pour assurer la sécurité dans son pays. Des élections régionales ont été organisées en 2004 mais celles-ci furent organisées par le FPDJ empêchant ainsi un véritable choix.
L'opposition est muselée et selon Amnesty International: «Nulle forme de dissidence n'était tolérée». Le 18 septembre 2001, une vague de répression est lancée et onze membres du parti au pouvoir ont été emprisonnés pour avoir remis en question le pouvoir d'Afeworki; des centaines d'opposants politiques ont été arrêtés la même année, dont certains, comme le général Ogbe Abraha, seraient décédés en détention.

### Prisons en Érythrée
Le gouvernement peut mettre en prison n’importe qui pour n’importe quelle raison, sans aucun jugement. Or la situation des prisonniers est invivable, du fait des tortures, du grand nombre d’individus dans de petites salles, et des exécutions. Ces prisons sont destinées aux personnes ayant enfreint la loi (crimes, délits, tentatives de traverser la frontière). L’alternative à ces prisons est le « container » : il s’agit d’envoyer une cinquantaine de prisonniers dans un conteneur en plein désert, sans aucune hygiène et sous une forte chaleur. Les journalistes sont eux aussi envoyés dans ces prisons, car il n’y a aucune liberté de presse et d’information en  Érythrée. 
Dans ce pays de la Corne de l’Afrique, les prisons peuvent aussi accueillir des Témoins de Jéhovah par exemple. En effet, il n’y a que quatre religions autorisées en  Érythrée. Tout individu ne suivant pas l'une de ces quatre religions est envoyé en prison et est forcé à se convertir, ou alors est exécuté, sans aucun passage devant la justice.

## Des médias sous le contrôle du pouvoir
Outre l'opposition politique, les médias furent également la cible du régime. En 2001, treize journalistes furent incarcérés en raison de leur soutien à des ministres dissidents. Parmi eux, Fessayahe Yohannes est mort le 11 janvier 2007 au bagne d’Eiraeiro, situé dans le nord-est du pays. Outre les journalistes, des centaines de personnalités politiques ou militaires furent incarcérées. En septembre de cette même année, la presse privée a été interdite et le régime contrôle depuis tous les médias,,. La critique du régime est presque impossible car elle est assimilée à une «atteinte à la sécurité nationale» et condamnée. Les médias sont sous le contrôle du ministre de l'Information, Ali Abdu, et sont utilisés pour transmettre le message «belliqueux et ultranationaliste» du régime. Un véritable «étouffoir» est imposé aux personnes travaillant à la télévision publique Eri-TV, à la radio «Dimtsi Hafash« (La Voix des masses) et au quotidien gouvernemental Haddas Ertra. Ainsi, les journalistes préfèrent quitter le pays, majoritairement à pied, même s'ils risquent d'être incarcérés ou abattus par les soldats surveillant les frontières qui ont reçu ordre de tirer à vue. Les correspondants étrangers ont quitté le pays ou ont été expulsés, aucun n'est aujourd'hui présent à Asmara.

## Classements internationaux

### Reporters sans frontières
|                    | 2002    | 2003    | 2004    | 2005    | 2006    | 2007    | 2008    | 2009    | 2010    |
| ------------------ | ------- | ------- | ------- | ------- | ------- | ------- | ------- | ------- | ------- |
| Classement mondial | 132/139 | 162/166 | 163/167 | 166/167 | 166/168 | 169/169 | 173/173 | 175/175 | 178/178 |
| Note RSF           | 83,67   | 91,50   | 93,25   | 99,75   | 109     | 114,75  | 97,50   | 115,50  | 105     |

Pour ce qui est de la note RSF : plus le nombre est élevé plus la situation est mauvaise. Le classement s'effectue sur le nombre de pays étudiés. Dans les classements de 2002 à 2006, le pays s'est toujours trouvé en bas de classement. En 2007, en 2008 et en 2009, il a été classé dernier, derrière la Corée du Nord.

### Freedom House
Selon le rapport Freedom House de 2008, l'Érythrée est considérée comme « non-libre »: son score au niveau des droits politiques est de 7/7 et de 6/7 en ce qui concerne les libertés civiques.

### Indice de démocratie
| Classement mondial | Note globale | Processus électoral et pluralisme | Fonctionnement du gouvernement | Participation politique | Culture politique | Libertés civiles |
| ------------------ | ------------ | --------------------------------- | ------------------------------ | ----------------------- | ----------------- | ---------------- |
| 153e sur 167       | 2,31/10      | 0/10                              | 2,14/10                        | 1,11/10                 | 6,25/10           | 2,06/10          |

Le rapport 2008 sur l'indice de démocratie établi par The Economist a placé l'Érythrée 153e sur 167 pays étudiés avec un note de 2,31 sur 10. Il est à noter que malgré une culture politique relativement bonne celle-ci ne peut se traduire par des choix, en effet, le processus électoral et le pluralisme est considéré comme inexistant.